# زبور عجم
زبور عجم نام کتاب شعر فلسفی است که اقبال لاهوری، شاعر و فیلسوف بزرگ شبه‌قاره هند آن را به زبان فارسی نگاشته است. این کتاب در سال ۱۹۲۷ منتشر شد.
زبور عجم شامل شعر مثنوی گلشن راز جدید و بندگی نامه است.
- چون چراغ لاله سوزم در خیابان شما		ای جوانان عجم جان من و جان شما
- غوطه‌ها زد در خمیر زندگی اندیشه‌ام		تا به دست آورده‌ام افکار پنهان شما
- مهر و مه دیدم نگاهم برتر از پروین گذشت		ریختم طرح حرم در کافرستان شما
- فکر رنگینم کند نذر تهی دستان شرق		پاره لعلی که دارم از بدخشان شما
- می‌رسد مردی که زنجیر غلامان بشکند		دیده‌ام از روزن دیوار زندان شما
- حلقه گرد من زنید ای پیکران آب و گل		آتشی در سینه دارم از نیاکان شما